# 郑和号训练舰
郑和号航海训练舰（舷号：81）是中国自行设计建造的第一艘远洋航海训练舰，以中国古代航海家郑和命名。于1986年7月12日由上海求新造船厂下水，1987年4月27日建造完毕正式服役，隶属大连舰艇学院管辖，用于海军院校学员远洋航海训练，是中国人民解放军海军為海军院校建造的第一艘远洋航海训练舰，被誉为“中国军校第一舰”。
郑和号远洋航海训练舰舰长132.07米、舰宽15.8米，满载时排水量大于6000吨，最大航速21节，可连续航行10000海里，自持力为30昼夜，可承载170名船员以及30名老师和200名军校学员，学员可同时进行多科目的海上实习训练。舰上设有卫星导航仪和全球定位系统等先进设备，以及全自动火炮、火箭深弹发射器等武器装备，教学、通信、机电、生活、医疗设施齐全，并设教学指挥中心和教学彩色闭路电视系统。2018年进行升级改装，加装电子海图系统、闭路电视教学系统、卫星电视接收装备、海水淡化装置、垃圾处理装置、高速光纤，实现了无纸化办公。

## 出访历史
- 1989年访问美国夏威夷
- 1990年访问泰国
- 1993年访问孟加拉、巴基斯坦、印度、泰国
- 2008年访问泰国、越南和柬埔寨
- 2009年访问日本
- 2010年访问巴布亚新几内亚、汤加、新西兰、澳大利亚
- 2011年访问俄罗斯符拉迪沃斯托克和朝鲜元山
- 2012年4月16日，“郑和”号远洋航海训练舰从大连的军港启航，开始环球航行，并前往11个国家进行友好访问。[2]
- 2013年访问韩国、马来西亚
- 2015年访问美国珍珠港-希卡姆联合基地[3]
- 2016年12月10-12日访问斐济苏瓦港。[4]